# 小行星2378
小行星2378（2378 Pannekoek）是一颗围绕太阳公转的小行星。1935年2月13日，亨德里克·范根特在约翰内斯堡发现了此天体。
該小行星以荷蘭天文學家安東尼·潘涅庫克命名。
这颗小行星的绝对星等为265.18544436509等。